# Calea Dunării
Calea Dunării este un film românesc din 2013 regizat de Sabin Dorohoi. Rolurile principale au fost interpretate de actorii Răzvan Schinteie, Serena Stanciu.

## Distribuție
Distribuția filmului este alcătuită din:
- Răzvan Schinteie — Ionuț
- Ileana Caprariu — Învățătoarea
- Sorina Apetrei — Mama (foto)
- Beniamin Apetrei — Bebelușul (foto)
- Constantin Dinulescu — Bunicul
- Serena Stanciu — Ana
- Valentin Apetrei — Tata (foto)